# نيو تيكومسيث (أونتاريو)
نيو تيكومسيث، أونتاريو (بالإنجليزية: New Tecumseth)‏ هي مدينة كندية تقع في مقاطعة أونتاريو. تبلغ مساحة هذه المدينة 274.1768 (كم²)، ويبلغ عدد سكانها 27701 نسمة حسب إحصاء سنة 2006 م، بينما كان يسكنها 26141 نسمة في سنة 2001 م. تحتل هذه المدينة المرتبة رقم 144 بين مدن كندا حسب عدد السكان والمرتبة رقم 57 في المقاطعة. نما عدد السكان في هذه المدينة بنسبة (6) بين العامين المذكورين.

## وصلات خارجية
- الأطلس الحكومي لكندا
- إحصاءات كندا مع ساعة تعداد السكان